# Valley Pride Freedom Fighters FC
El King Energy/Freedom Fighters Football Club es un equipo de fútbol de Belice situado en Distrito de Toledo, Punta Gorda. Es miembro actual de la Liga Premier de Fútbol de Belice de la Federación de Fútbol de Belice.

## Historia
El club fue fundado en el año 2008 como Paradise Freedom Fighters y en 2015 cambió de nombre a King Energy/Freedom Fighters. En el invierno 2011/2012 fue rebautizado como Paradise/Freedom Fighters FC, sin embargo, cambió a su actual nombre en enero de 2015.

## Estadio
Disputa sus partidos de local en el Estadio Toledio Union Field en Punta Gorda.